# Станица тел
„Станица тел” је југословенски ТВ филм из 1970. године. Режирао га је Драгољуб Шварц који је написао и сценарио.

## Улоге
| Глумац         | Улога |
| -------------- | ----- |
| Драго Диклић   |       |
| Ђурђа Ивезић   |       |
| Љубо Капор     |       |
| Фахро Коњхоџић |       |
| Лела Маргитић  |       |
| Јосип Мароти   |       |
| Едо Перочевић  |       |
| Мирко Војковић |       |